# Шолковский, Михаил
Михаил Шолковский (пол. Michał Szołkowski, литературный псевдоним — Бролис, лит. Brolis — «Брат»; 17 октября 1847 — 18 мая 1897, Санкт-Петербург) — польский писатель, журналист и педагог, а также военный инженер.

## Биография
Сын сапожника из Вильно, который умер вскоре после его рождения. Воспитывался в семье отчима, но в возрасте 8 лет сбежал из дома. Несколько лет прожил в деревне, после чего вернулся в Вильно, где стал приказчиком в магазине.
Через некоторое время отправился в Петербург, где в конце концов устроился писарем в военное министерство. Став вольноопределяющимся, получил звание кондуктора (чертёжника в инженерском управлении), а в дальнейшем выдержал экзамен на офицерский чин. Участвовал в Русско-турецкой войне, после чего учился в Николаевской инженерной академии.
После 1887 года преподавал рисунок в мужском училище при римско-католической церкви Св. Екатерины.
С 1892 года действительный член Санкт-Петербургского комитета грамотности — общественной организации, занимавшейся поддержкой начального народного образования в Российской империи.
В 1895 году по инженерному проекту Шолковского было построено здание механической мастерской Р. М. Ветцера (во дворе дома А. Е. Вяземского, Каменноостровский пр., 58).
Умер 18 мая 1897 года в Санкт-Петербурге. Похоронен на Выборгском римско-католическом кладбище.
На смерть Шолковского откликнулся Д. Н. Мамин-Сибиряк (некрологом в «Русских ведомостях»), который был с ним лично знаком. В варшавском еженедельнике «Голос» также был помещён некролог:

«С глубокой скорбью мы получили известие о смерти человека, мало известного в нашей современной литературе, однако одного из тех, кто больше всех достоин стоять в её передних рядах. <…> Покойный не заботился о дешёвой славе, не протискивался сквозь толпу с каким попало товаром, не выносил на литературный рынок всякую халтуру, и поэтому оставил после себя немного, хотя талант имел значительный. <…> Проявлением таланта Бролис также отличался от сегодняшнего роя нетерпеливых, почти истеричных очеркистов, творящих только рукой, а не сердцем и головой».

## Литературная деятельность
В 1886—1894 годах был петербургским корреспондентом варшавского еженедельника «Правда», освещая как общественные, так и художественные события.
С 1886 года художественные произведения Бролиса публиковались в «Правде» («Z dziennika pesymisty» (1886—1887), Złoczyńca (1887), Sen filozofa (1888), «Z notatek starego kawalera» (1896) и др.) и другом варшавском еженедельнике — «Голосе» («Zemsta» (1890) и «Lewonas Jodas» (1896)). Большинство этих произведений вскоре после публикаций переводились на русский язык и выходили в различных изданиях, в основном, региональных («Биржевые ведомости», «Русский курьер», «Саратовский дневник», «Сибирский вестник», «Самарская газета», «Минский листок» и др.).
В 1890 году отдельным изданием вышла «деревенская повесть» «Jurgis Durnialis» о парне по имени Юргис, который считался глуповатым и непрактичным, но спас деревенское добро во время пожара, проявив энергию и сообразительность. В том же году повесть была переведена на литовский язык В. Кудиркой и напечатана в журнале «Варпас», который он редактировал (также в «Варпасе» в 1891 году была опубликована «легенда» Бролиса «Zemsta», также в переводе Кудирки). В 1902 году «Jurgis Durnialis» и «Zemsta» в переводе Кудирки были изданы в США отдельной книгой. В 1908 году на основе повести о Юргисе Г. Ландсбергис-Жямкальнис создал пьесу «Jurgis Durnelis».
В 1894 году отдельным изданием вышел перевод «Jurgis Durnialis» на русский язык (под названием «Простофиля», пер. Л. Василевского). В статье «Польская народная литература» (журнал «Образование») М. Круковский оценил «Простофилю» достаточно высоко («рассказ очень недурён, написан без всякой предвзятой цели и производит хорошее, вполне законченное впечатление»).
В 1892 году отдельным изданием вышел сборник «Marzenia (szkice). T I», включавший четыре произведения: «Baśń mitologiczna», «Jurgis Durnialis», «Ibrahim» и «Z dziennika pesymisty». В том же году в «Голосе» была напечатана статья критика Антония Потоцкого «Młode siły», представлявшая собой рецензию на этот сборник. Творчество Бролиса Потоцкий оценил положительно, отметив, что писатель «обладает замечательной способностью воспроизводить серьёзные, трогательные тона, тона не лихорадочно резкие, а действительно как бы старомодные, будрысовые, сильные <…>. Здесь есть какая-то свежесть, первобытная сила, сила простых сердец, хотя затрагиваемые темы так же стары, как и наше существование».

## Произведения
- 1886—1887 — Z dziennika pesymisty («Из дневника пессимиста», в газете «Правда», отдельные рассказы переводились на русский)[7]
- 1887 — Złoczyńca («Разбойник», в «Правде», переводился на русский)[7]
- 1887 — Kapral (в «Правде»)
- 1888 — Sen filozofa (в «Правде»)
- 1890 — Ibrahim («Ибрагим», переводился на русский)[7]
- 1890 — Zemsta (в еженедельнике «Голос»)
- 1890 — Jurgis Durnialis (вышел отдельным изданием, переводился на русский («Простофиля»)[7] и литовский)
- 1891 — Kartki z domu obłąkanych. Maniacy («Маньяки. Страничка из дома умалишённых», в «Правде», переводился на русский)[7]
- 1892 — Baśń mitologiczna («Мифологическая сказка», переводилась на русский)[7]
- 1892 — Ałtaj («Алтай», переводился на русский)[7]
- 1892 — Marzenia (szkice). T I (сборник из четырёх опубликованных ранее произведений: Baśń mitologiczna, Jurgis Durnialis, Ibrahim и Z dziennika pesymisty)
- 1896 — Z notatek starego kawalera (в «Правде»)
- 1896 — Lewonas Jodas («Левонас Иодас», в «Голосе», переводился на русский)[7]

## Рецензии и статьи о писателе
- Potocki A. Młode siły, Głos, 1892, nr 39-40, 42
- Круковский М. [Рец. на кн.: Бролис. Простофиля. СПб., 1894]. — Образование, 1896, № 7/8, с. 76. (в статье: «Польская народная литература»)
- Мамин-Сибиряк Д. Михаил Иванович Шолковский. (Некролог). — Рус. ведомости, 1897, 28 мая, № 145, с. 3